# Mercedes-Benz EQA
Mercedes-Benz EQA (H243) — електромобіль (BEV), що виготовляється компанією Mercedes-Benz з 2021 року.

## Опис

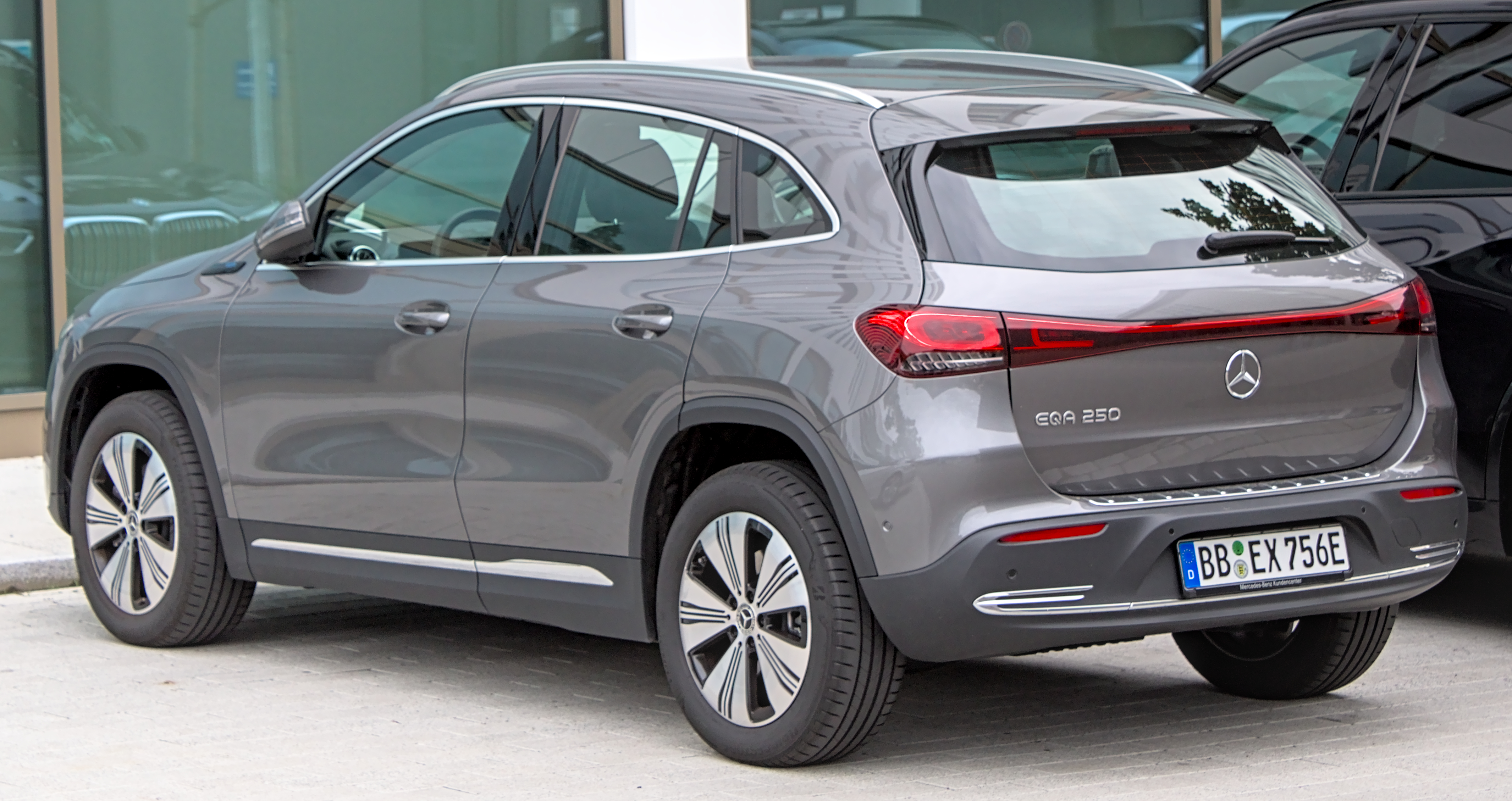
Mercedes-Benz EQA 250 (2021–2023)

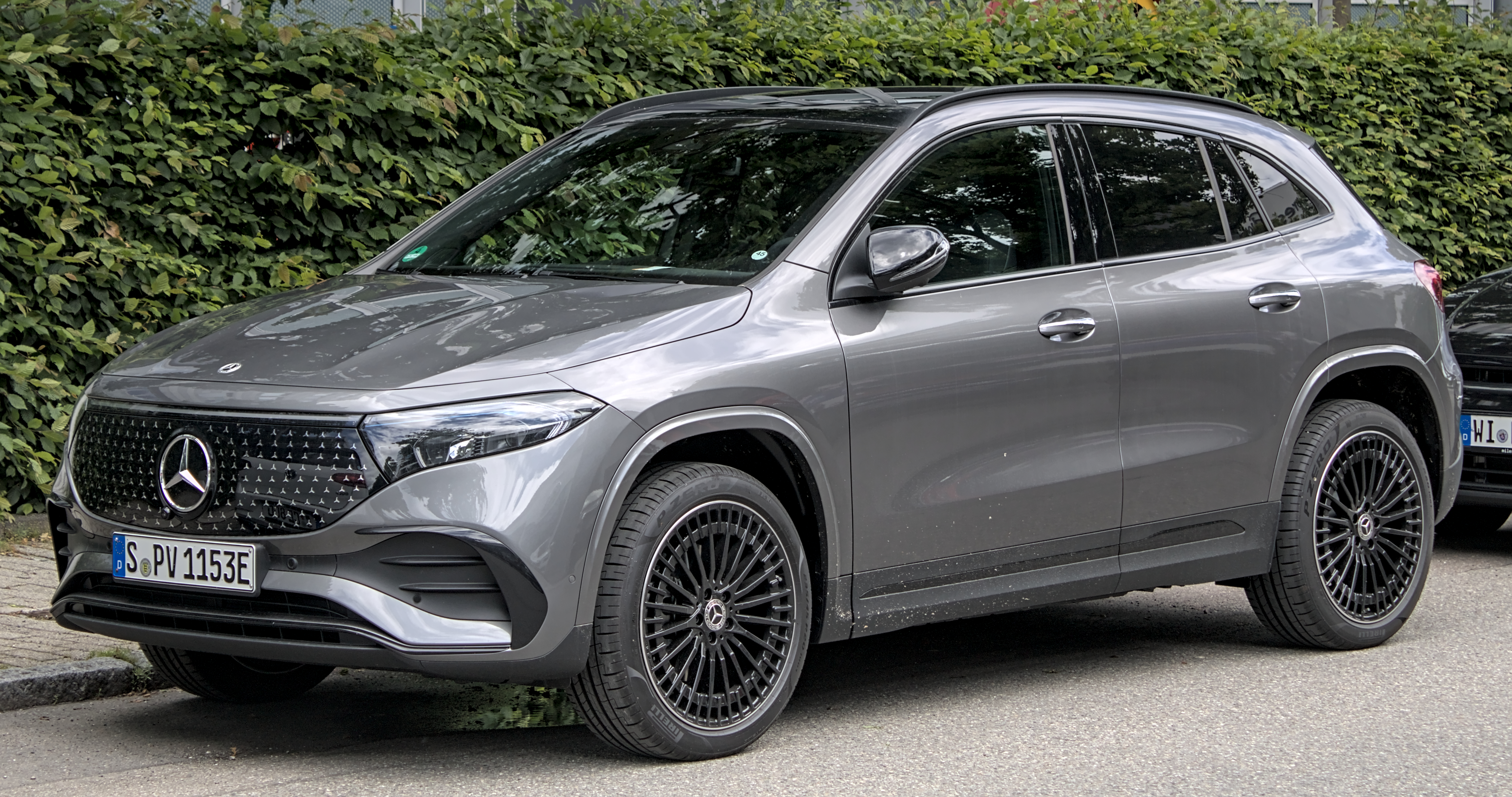
Mercedes-Benz EQA 350 (з 2023)

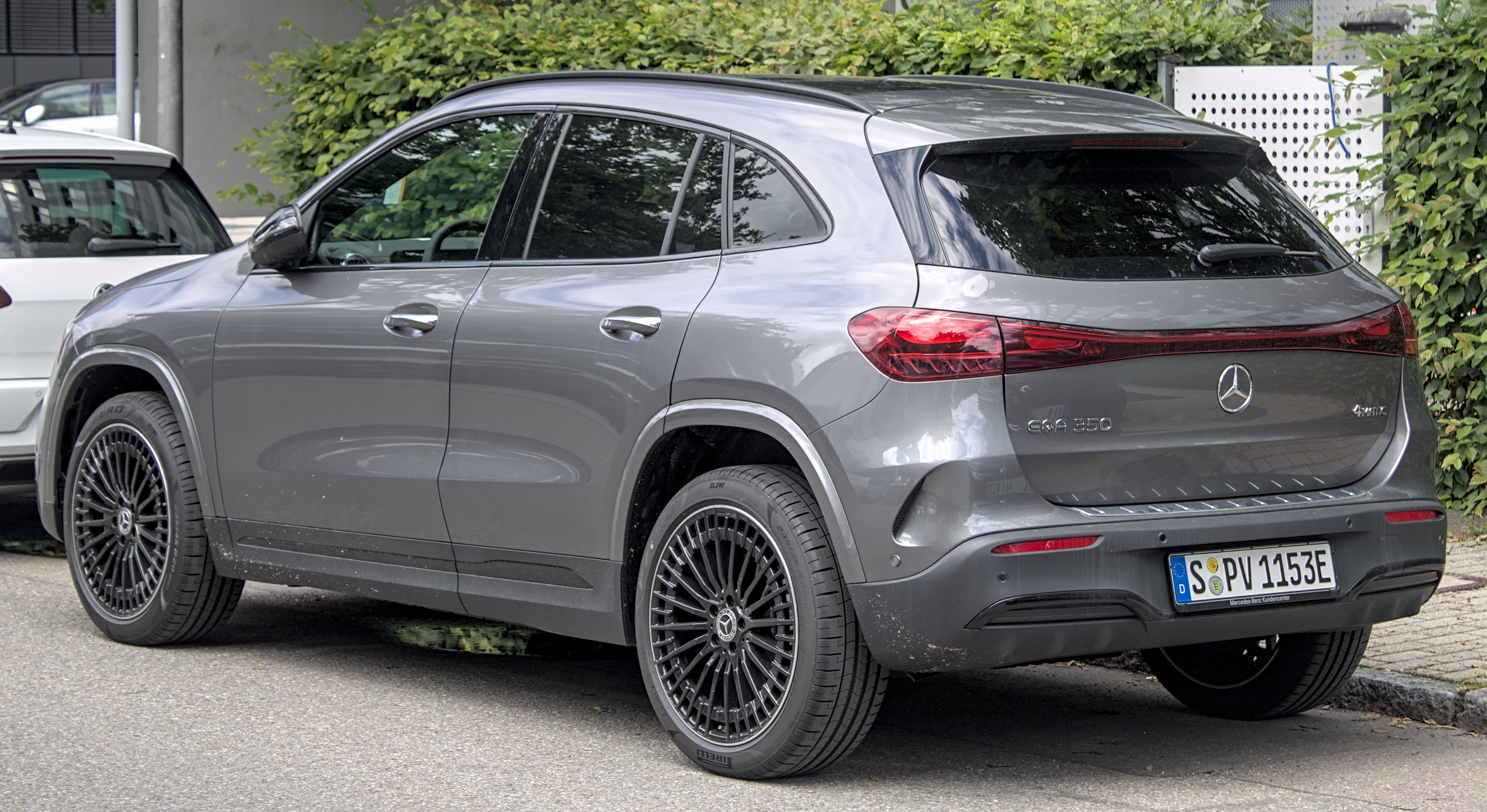
Mercedes-Benz EQA 350 (з 2023)

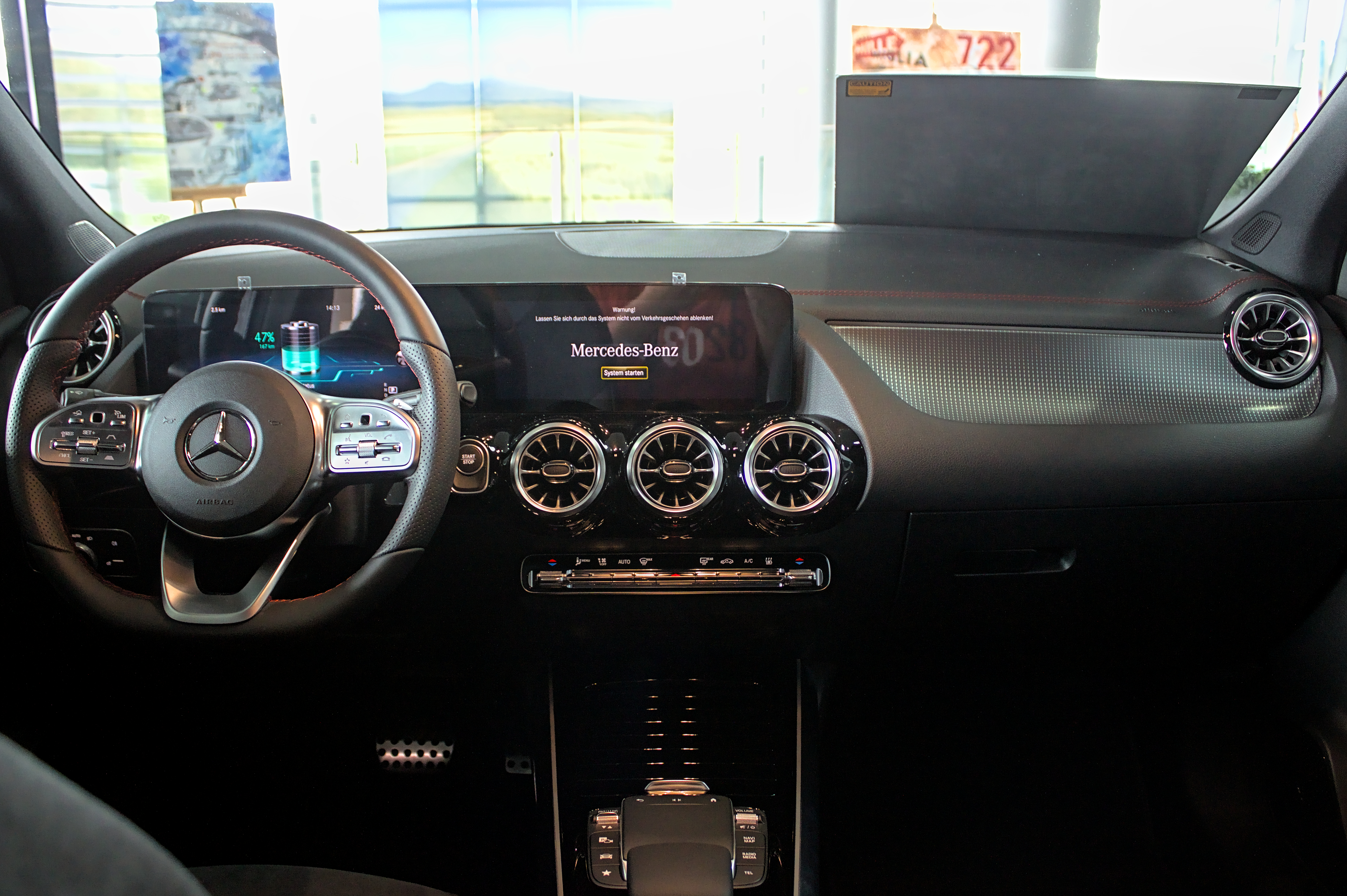

За попередніми даними, основні технічні характеристики конвеєрної машини, крім кузова, будуть порівнянні з показниками шоу-кара Mercedes-Benz Concept EQA. Повнопривідний концепт EQA оснащений двома електродвигунами загальною потужністю 200 кВт — одним на передній осі і іншим на задній осі. Характеристики приводу можна змінити завдяки розподілу повного крутного моменту на всі колеса. Два режиму приводу «Спорт» і «Спорт Плюс» пропонують різний розподіл крутного моменту спереду, що дозволяє вибирати індивідуальні характеристики приводу.
Батареї мають потужність від 60 до 110 кВт·год. Як заявляє виробник, «реальний запас ходу» автомобіля становить 400 км, що забезпечується акумуляторною батареєю місткістю 60 кВт·год. Повний привід концепту включає два електродвигуни сумарною потужністю 268 к. с. (200 кВт) 500 Н·м, що дозволяють розганятися з нуля до 100 км/год за 5 секунд. Футуристичний хетчбек оснастили можливістю бездротової зарядки, а також стандартними способами «плавної» (змінним струмом) і швидкої зарядки (постійним струмом), яка дозволяє поповнити запас батареї на відстань в 100 км за 10 хвилин.
Як і всі моделі цієї серії, автомобіль має вбудований голосовий помічник MBUX (Mercedes-Benz User Experience). Словами «Привіт, Мерседес» можна активувати MBUX і говорити про свої побажання. Інтерфейси для смартфонів та цифрових носіїв також підтримуються.
Серійний паркетник EQA збудовано на платформі MFA2 вважається електричною версією GLA другого покоління, хоча концепт був хетчбеком. Прем'єра намічалася на 2020 рік, але перенесена через продаж заводу Смарта в Амбасі, до якого спочатку приписувався EQA.
Прем'єра Mercedes EQA 250 відбулася 20 січня 2021 року. Передньопривідний автомобіль отримав електродвигун потужністю 190 к.с. крутним моментом 375 Н·м, акумулятор місткістю 66,5 кВт·год і здатний пройти на одній підзарядці 426 км по циклу WLTP.

## Модифікації
- EQA 250 190 к. с. 375/385 Н·м, акумулятор 66,5 кВт·год пробіг на одній зарядці 426/490 км по циклу WLTP
- EQA 250+ 190 к. с. 385 Н·м, акумулятор 70,5 кВт·год пробіг на одній зарядці 540 км по циклу WLTP
- EQA 300 4Matic 228 к. с. 390 Н·м, акумулятор 66,5 кВт·год пробіг на одній зарядці 400–426 км по циклу WLTP
- EQA 350 4Matic 292 к. с. 520 Н·м, акумулятор 66,5 кВт·год пробіг на одній зарядці 409–432 км по циклу WLTP

## Продажі
| Рік  | Китай  |
| ---- | ------ |
| 2021 | 327    |
| 2022 | 23,736 |
| 2023 |        |